# Enrico Berlinguer
Enrico Berlinguer (AFI: /berlinˈɡwɛr/, ; Sassari, 25 maggio 1922 – Padova, 11 giugno 1984) è stato un politico italiano, tra le figure più influenti e iconiche della cosiddetta Prima Repubblica.
Attivo nell'antifascismo sardo, nel 1943 s'iscrisse al Partito Comunista Italiano (PCI). Nel dopoguerra fu tra i principali artefici della ricostituzione della sua organizzazione giovanile, la FGCI, che guidò fino al 1956. Nel 1962 entrò nella segreteria del PCI e divenne responsabile della sezione esteri. Eletto segretario generale del partito nel 1972, mantenne tale ruolo fino alla prematura scomparsa dodici anni dopo, a seguito di un ictus che lo colpì durante un comizio.
Svolse un ruolo di grande importanza nel movimento comunista internazionale con l'avvio di un processo di distanziamento dall'Unione Sovietica e l'elaborazione di un modello alternativo che prese il nome di eurocomunismo. Nello scenario nazionale, teorizzò e tentò di realizzare, collaborando con Aldo Moro, il compromesso storico. È ricordato inoltre per aver sollevato la questione morale relativamente alle modalità di gestione del potere da parte dei partiti politici italiani.
Fu un personaggio molto popolare, rispettato dagli avversari e amato dai propri militanti. Sull'onda emotiva della sua prematura scomparsa, il PCI alle elezioni europee del 1984 superò per la prima e unica volta la Democrazia Cristiana nei consensi. Sotto la sua segreteria, nel 1976 il PCI aveva già ottenuto il suo massimo risultato elettorale (34,4%), secondo partito alle spalle della DC.

## Biografia

### La famiglia
Il padre di Enrico, l'avvocato Mario Berlinguer, era discendente da una famiglia nobile di lontane origini catalane. Antifascista e affiliato alla massoneria (come molti intellettuali laici dell'epoca), fu ufficiale durante la prima guerra mondiale e deputato nell'Alleanza liberal-democratica di Giovanni Amendola. La madre, Mariuccia Loriga, era cugina della madre di Francesco Cossiga e figlia del medico igienista Giovanni Loriga, il quale fu autore di centoventi pubblicazioni scientifiche in Italia e all'estero. La nonna materna di Enrico, Giuseppina Satta Branca, anch'ella di origini nobiliari, era sorella di Pietro, sindaco repubblicano di Sassari nell'età giolittiana con un'amministrazione progressista dov'era assessore anche il nonno paterno Enrico Berlinguer.
Due anni dopo Enrico, nel 1924, nacque il fratello Giovanni, scienziato e più volte parlamentare, mentre ruoli politici di primo piano avrebbe avuto anche il cugino Luigi Berlinguer. Non credente, si sposò il 26 settembre 1957 in Campidoglio, con rito civile, con Letizia Laurenti (1928-2017), da cui ebbe quattro figli: Biancamaria (1959), giornalista Rai e Mediaset, Maria Stella (1961), Marco (1963), politico di Rifondazione Comunista, e Laura (1970), giornalista Mediaset.

### I primi anni

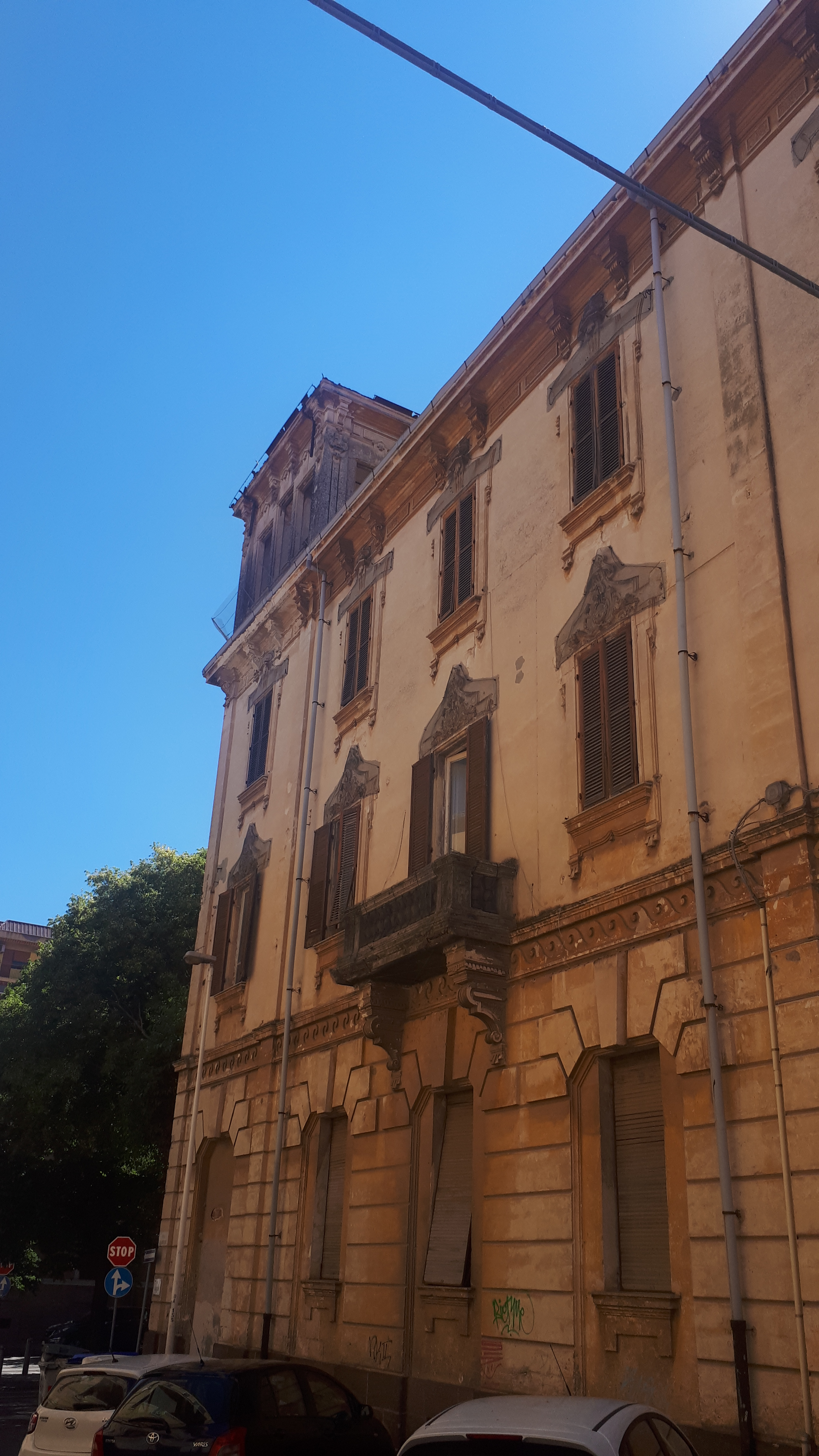
La casa natale di Berlinguer a Sassari

Enrico Berlinguer nacque alle tre del mattino di giovedì 25 maggio 1922 a Sassari. La sua infanzia fu segnata dal progredire della malattia della madre, un'encefalite letargica che le provocava deformazione fisica, distruzione del sistema nervoso e confusione mentale, e che l'avrebbe condotta alla morte nel 1936, dopo un decennio dall'inizio delle sofferenze.
Suo fratello Giovanni raccontò che Enrico in fase adolescenziale coltivava la passione per i libri di filosofia, affermazione confermata da lui stesso in un'intervista del 1980: «Se mi chiede che cosa volevo fare da ragazzo e cioè prima di darmi alla politica, le rispondo il filosofo». Nel giugno del 1940 conseguì la maturità classica al Liceo Ginnasio "Domenico Alberto Azuni", senza sostenere gli esami, sospesi dal governo a causa dello scoppio della guerra, ottenendo voti brillanti in storia, filosofia e storia dell'arte, e appena sufficienti nel resto delle discipline. Era stato esonerato dalla chiamata alle armi per una lieve malformazione al piede.
Appassionato di studi giuridici, il 5 novembre 1940 s'iscrisse alla facoltà di giurisprudenza dell'Università degli Studi di Sassari. Il 17 giugno 1941 affrontò il suo primo esame, istituzioni di diritto romano, superato con il voto di 30/30. Aveva progettato di laurearsi con una tesi dal titolo Filosofia del diritto: da Hegel a Croce e Gentile, ma non arrivò a concludere l'università.
Intanto Berlinguer aveva iniziato a frequentare locali nei quali si riunivano operai e artigiani antifascisti. Lì venne a contatto con soggetti appartenenti agli strati popolari urbani, e ascoltò avidamente le discussioni politiche che avevano luogo. Venne poi invitato a una riunione di iscritti comunisti che si teneva in una stalla e infine, nell'agosto del 1943, s'iscrisse al Partito Comunista Italiano nella serra del militante pistoiese Renato Bianchi, poco fuori Sassari, dove si era recato in bicicletta con il cugino Sergio Siglienti. Nello stesso periodo fondò e diresse come segretario la sezione della Gioventù comunista di Sassari, con sede provvisoria nel panificio del padre di uno degli iscritti.

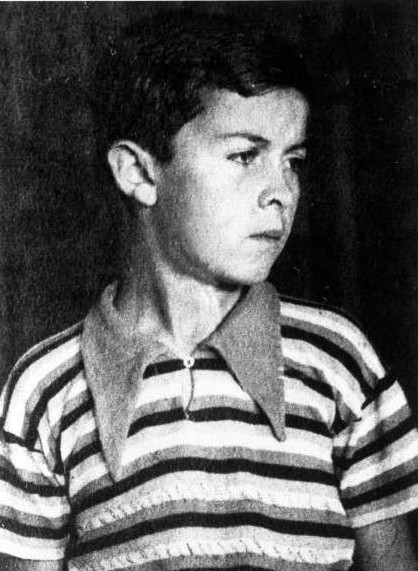
Enrico Berlinguer da bambino

L'inverno successivo in Sardegna fu molto duro, soprattutto per i ceti popolari. L'isola era infatti scollegata sia dal Mezzogiorno liberato dagli Alleati sia dall'Italia occupata dai tedeschi, i traffici erano chiusi e non c'erano approvvigionamenti. La sera del 12 gennaio 1944, insieme a una ventina di giovani compagni comunisti, Enrico organizzò a Sassari una manifestazione per chiedere pane, pasta e zucchero. Il giorno seguente altri manifestanti, circa cinquecento, entrarono in contatto coi carabinieri a cavallo davanti al Palazzo del Governo, ma la protesta venne sciolta rapidamente. Il venerdì seguente, 14 gennaio, una folla composta da circa duemila persone, soprattutto donne, assaltò e saccheggiò forni, magazzini di grano, farina e pasta, frantoi. I disordini cominciarono alle 7:30, quando due commessi di panificio furono depredati di ottanta chili di pane che stavano portando alle rivendite. In serata i partiti della Concentrazione antifascista, tra cui il PCI e il Partito d'Azione, in cui allora militava Mario Berlinguer, si dissociarono seccamente sostenendo che «i disordini ed i torbidi non rispondono ad alcuna iniziativa né finalità di partiti politici, che apertamente li sconfessano».
La polizia non credette all'innocenza dei comunisti e procedette a quarantatré arresti, tra cui quello dello stesso Enrico, ammanettato la mattina del 17 gennaio e portato inizialmente nella caserma intitolata al suo avo Gerolamo Berlinguer e in seguito nella prigione di San Sebastiano. Il giovane venne liberato il 23 aprile dopo essere stato prosciolto in istruttoria dalle accuse per non aver commesso il fatto. A proposito di questa esperienza, quarant'anni dopo avrebbe commentato che «la galera era stata formativa».

### La militanza giovanile

Enrico Berlinguer durante un comizio a Borgo San Lorenzo nel 1952

Nel periodo successivo alla svolta di Salerno dell'aprile 1944 e alla composizione di un governo transitorio con la partecipazione dei rappresentanti del CLN, Mario Berlinguer fu per brevissimo tempo, dal 2 al 16 giugno 1944, commissario aggiunto all'epurazione. Il 23 giugno, in uno dei suoi viaggi a Salerno, dove si riuniva il governo, per incontrare Palmiro Togliatti, portò con sé il figlio Enrico e lo presentò al politico genovese, che in passato aveva frequentato il Liceo Azuni insieme allo stesso Mario.
Il giovane Berlinguer destò una buona impressione e in breve ottenne un impiego nel PCI come funzionario dirigente del lavoro giovanile nella Federazione romana, a 400 lire al mese; perciò si trasferì a Roma insieme al fratello Giovanni e al padre e a novembre iniziò a lavorare nel movimento giovanile, che aveva sede in due appartamenti di via Nazionale 243 ed era al tempo diretto dal ventisettenne Michelino Rossi e dal venticinquenne Giulio Spallone. Si occupò inizialmente dell'ambito sindacale, poi divenne vicepresidente nazionale del movimento giovanile.
Nel giugno 1945 venne sostituito da Pietro Secchia, arrivato da Milano, perché Togliatti aveva deciso di inviare Berlinguer nel capoluogo lombardo per cercare di convincere i giovani compagni (quasi tutti partigiani) ad abbandonare le armi e a cessare le violenze e le vendette politiche. Ad aspettarlo c'erano Luigi Longo e Gian Carlo Pajetta. Un anno più tardi, al V congresso del PCI, tra il dicembre 1945 e il gennaio 1946, Enrico venne eletto nel Comitato centrale, composto di settanta membri. Si trattava, come ricordò Secchia, della leva più recente insieme a Mario Alicata.
Divenuto segretario del Fronte della gioventù per l'indipendenza nazionale e per la libertà, tra luglio e agosto 1946 Berlinguer fu il capo della delegazione di quindici elementi (tra cui i partigiani Marisa Musu e Vito D'Amico) che visitò l'Unione Sovietica, e nell'occasione fu ricevuto in un breve incontro da Stalin. Dopo il suo ritorno in Italia lavorò di nuovo a Roma insieme a Togliatti ed ebbe il compito di organizzare per il 23 maggio 1947 la prima Conferenza nazionale giovanile del PCI.

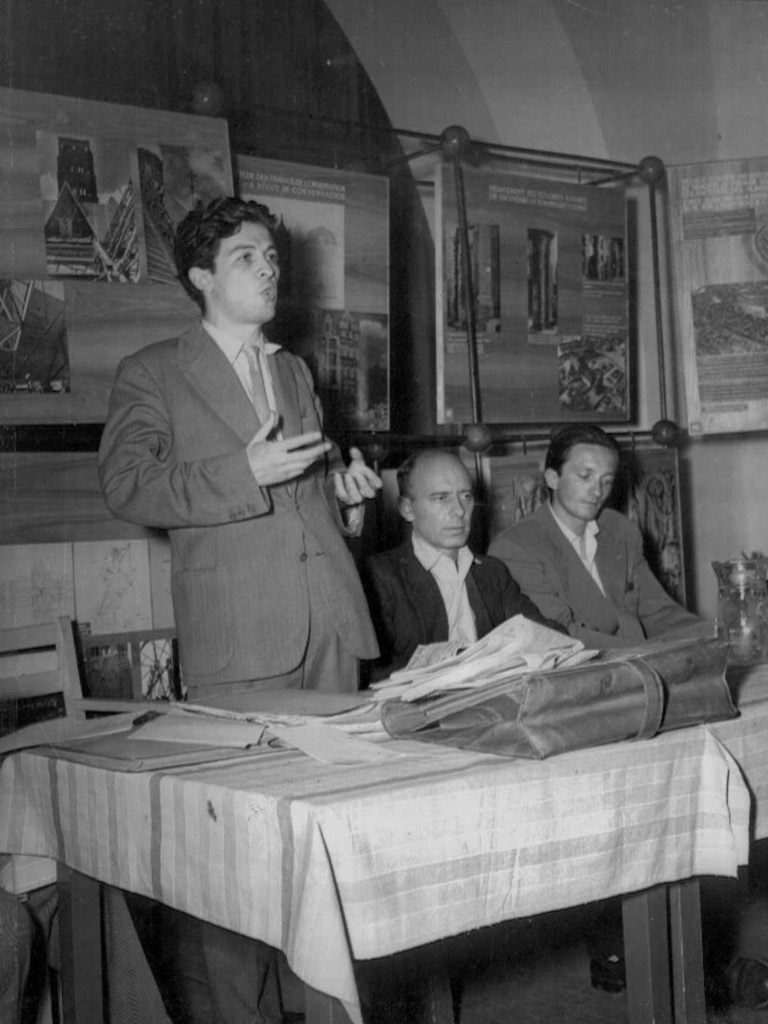
Enrico Berlinguer nel 1950

Nel 1948, tra il 4 e il 10 gennaio, si svolse a Milano il VI Congresso del PCI, che elesse Enrico, in qualità di responsabile del movimento giovanile, nel massimo organismo del partito, la Direzione, composta di ventuno membri. A fine marzo 1949 il Comitato centrale decise di ricostruire la Federazione Giovanile Comunista Italiana, affidando la segreteria a Berlinguer, con la collaborazione di Silvano Peruzzi, Raffaello Ramat, Bruno Bernini e Ugo Pecchioli. Da agosto la nuova FGCI affiancò al proprio settimanale da centomila copie, Pattuglia, il mensile Gioventù nuova, con una tiratura di ventimila copie, diretto dallo stesso Berlinguer, mentre nella primavera del 1950 tenne al Teatro Goldoni di Livorno il primo congresso dopo la ricostituzione, il XII complessivo.

Durante il congresso della FGCI del 4-8 marzo 1953 giunse la notizia della morte di Iosif Stalin. Berlinguer partecipò come tutti alla commemorazione del leader comunista, scrivendo il telegramma di condoglianze della FGCI al Comitato Centrale del PCUS e un articolo su Pattuglia intitolato "Abbiamo perduto il nostro più Grande Amico".

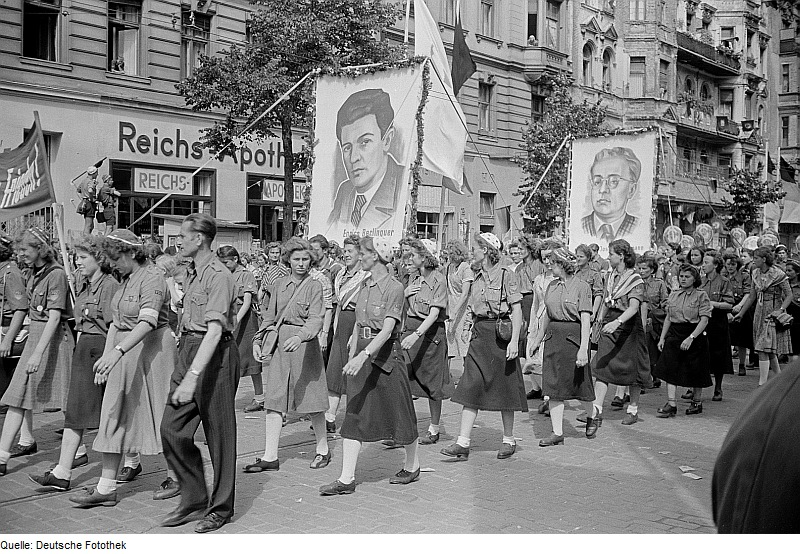
Le effigi di Berlinguer e Togliatti durante una manifestazione a Berlino Est nel 1951

Nello stesso anno Berlinguer divenne segretario della Federazione mondiale della gioventù democratica, l'associazione internazionale dei giovani comunisti con sede a Budapest, dove Enrico si recava a lavorare per dieci giorni al mese. In questo compito era assistito da Hu Yaobang, futuro segretario del Partito Comunista Cinese, ed Erich Honecker, in seguito presidente della Repubblica Democratica Tedesca. Nello stesso periodo il fratello Giovanni era segretario dell'Unione internazionale degli studenti, con sede a Praga. Nell'agosto del 1951 si tenne a Berlino Est il Festival mondiale della gioventù, e l'anno successivo si concluse il mandato di Enrico Berlinguer, che tuttavia continuò anche in seguito a militare nell'organizzazione.
Dopo un comizio di Berlinguer a Berlino Est, un resoconto giornalistico di una testata italiana travisò una sua frase dicendo che durante il suo discorso il giovane comunista avesse insultato il governo apostrofando i suoi costituenti come reazionari, per questo il passaporto gli venne sequestrato per tre anni.

### La carriera nel partito

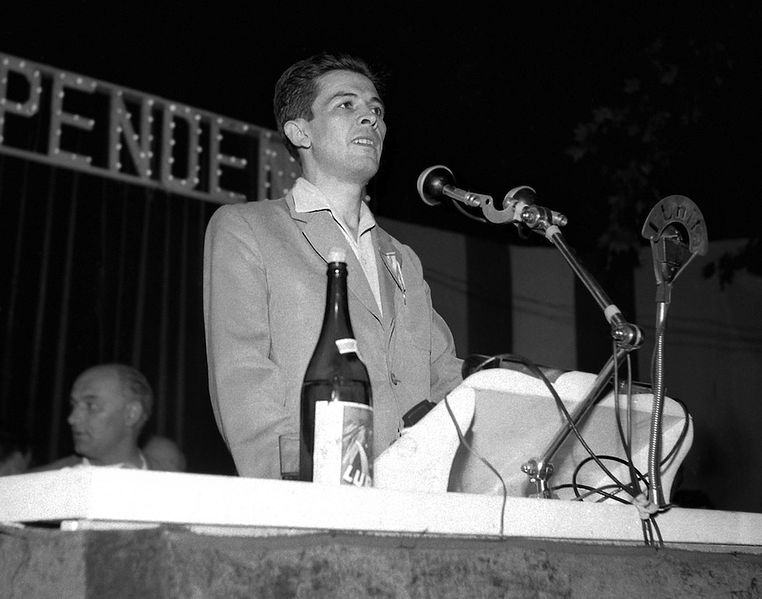
Berlinguer parla a un comizio di Togliatti a Torino nel 1952

Alla fine del 1956 il PCI dovette affrontare le ripercussioni del XX congresso del PCUS, del processo di destalinizzazione e dell'invasione dell'Ungheria da parte dell'Armata Rossa. All'VIII Congresso del partito Berlinguer scelse una posizione defilata e dimessa, omettendo riferimenti all'URSS e concentrandosi sulla convinta difesa della politica postbellica dei comunisti italiani.
Nello stesso anno si esaurì, non senza amarezza, la sua esperienza in una FGCI che aveva visto una diminuzione di circa 70 000 iscritti negli ultimi due anni. Alla guida dell'organizzazione giovanile subentrò Renzo Trivelli. Nonostante il diffuso giudizio sulla statura politica di Berlinguer, in quei mesi la sua stella era in declino e Berlinguer venne spostato a un incarico secondario, divenendo nel 1957 il responsabile dell'Istituto delle Frattocchie, la scuola dei quadri del partito.
Nel 1957, dopo il matrimonio con Letizia Laurenti, si trasferì con la moglie a Cagliari; era stato infatti scelto come vicesegretario regionale del PCI in Sardegna dopo il disastroso risultato ottenuto nell'isola dai comunisti alle elezioni regionali, nelle quali il partito era passato dal 22% al 17% dei voti. Nei pochi mesi di permanenza in Sardegna, estese l'organizzazione del PCI con la costituzione della Federazione della Gallura, con sede a Tempio Pausania, e si occupò dell'edizione isolana de l'Unità.

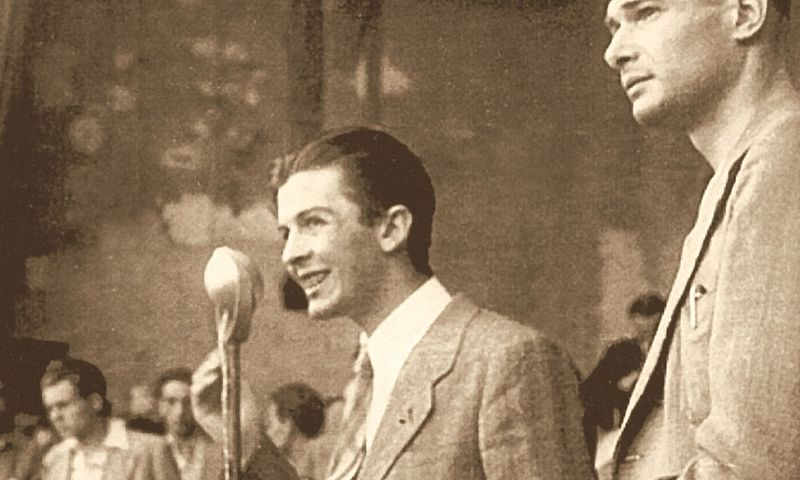
Berlinguer e Luciano Lama negli anni cinquanta

Nell'estate 1958 Berlinguer tornò a Roma insieme a Letizia, chiamato da Togliatti e dal vicesegretario Longo per collaborare con quest'ultimo nella direzione dell'Ufficio di segreteria insieme a Salvatore Cacciapuoti, operaio metallurgico, già segretario della federazione napoletana. Con il IX Congresso del partito, svoltosi a Roma tra il 30 gennaio e il 4 febbraio 1960, Berlinguer fece il suo ingresso a pieno titolo in Direzione e assunse l'incarico dell'organizzazione.
Nel dicembre 1961 il dirigente sardo intervenne in una riunione del Comitato centrale con una relazione che rivendicava l’autonomia del partito italiano dal PCUS. Questo in una fase di tensione che seguiva il XXII Congresso del PCUS, in cui Chruščёv aveva inaspettatamente accentuato i toni, riaprendo e aggravando il processo a Stalin.
Al X Congresso, tenutosi a Roma tra il 2 e l'8 dicembre 1962, Berlinguer compì un altro passo in avanti nella dirigenza del partito: riconfermato in Direzione, divenne anche membro della Segreteria e responsabile dell'Ufficio di Segreteria. Quest'ultimo incarico, che avrebbe tenuto fino al gennaio 1966, fece di lui il diretto esecutore di tutte le risoluzioni prese dalla Segreteria. Assunse inoltre l'importante ufficio delle relazioni estere.
Intanto Chruščëv si trovava in grandi difficoltà all'interno del suo partito dopo l'insuccesso nella gestione della crisi dei missili di Cuba e a fronte del malcontento generato dai problemi dell'economia sovietica, e in particolare dell'agricoltura. Nell'ottobre 1964, all'indomani della morte di Togliatti a Jalta, andò a buon fine l'iniziativa, guidata da Leonid Brežnev e altri dirigenti del PCUS e del KGB, che portò alla deposizione del leader sovietico, ufficialmente per motivi di salute.

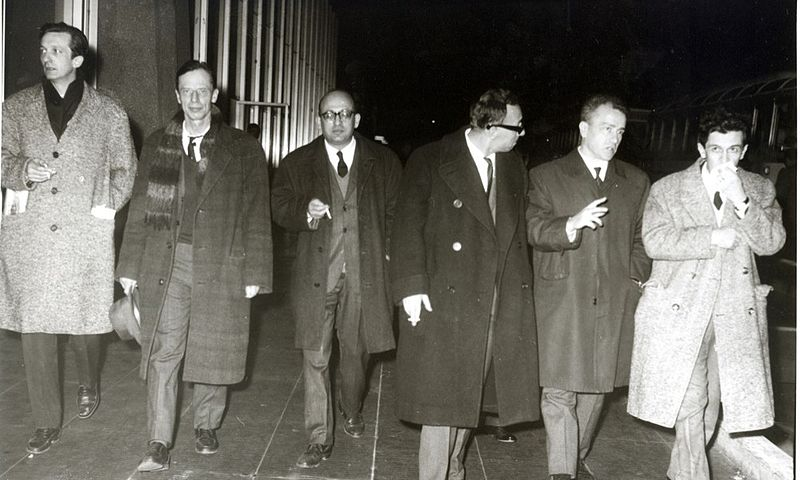
Enrico Berlinguer (a destra) con Pecchioli, Giuliano Pajetta, Curzi, Pintor e Ingrao nel 1965

Una delegazione del PCI composta da Berlinguer, Paolo Bufalini ed Emilio Sereni si recò allora a Mosca per avere un chiarimento sulla destituzione di Chruščёv. Il 30 ottobre si avviarono i colloqui: in rappresentanza del PCUS vi presero parte i membri del Praesidium del Comitato centrale Michail Suslov e Nikolaj Podgornyj insieme a Boris Ponomarëv, definito da Vittorio Gorresio «il cane da guardia messo dal Cremlino a sorvegliare il grande gregge dei partiti comunisti non al potere». Berlinguer illustrò i dubbi del PCI riguardo ai metodi e le posizioni del PCUS, incluso il modo dell'allontanamento di Chruščёv, che aveva sollevato nel partito italiano «riserve, perplessità e interrogativi». Berlinguer sottolineò inoltre la necessità di «liberarsi da ogni nostalgia» e trovare «una unità che riconosca come inevitabili ed ammetta le differenze, senza che questo debba dar luogo a condanne». La mattina seguente venne all'incontro anche Brežnev, che partecipò a una breve seduta finalizzata alla stesura di un comunicato neutro. Al rientro, martedì 3 novembre, Berlinguer lesse ai giornalisti che lo attendevano all'aeroporto di Fiumicino un appunto, spiegando come la delegazione italiana avesse «informato ampiamente i compagni sovietici delle reazioni e preoccupazioni che ha suscitato nell’opinione pubblica del nostro paese la sostituzione del compagno Chruščёv. Con grande franchezza», aggiunse, «abbiamo inoltre esposto ai compagni del Pcus le perplessità e le riserve che il modo in cui i mutamenti sono stati annunciati e presentati ha sollevato nel nostro partito».
Dal 25 al 31 gennaio 1966 si svolse a Roma l'XI Congresso del PCI, durante il quale vennero riaffermati i temi della lotta per la pace, della distensione, della coesistenza pacifica e del disarmo, con l'obiettivo prioritario dell'organizzazione di un grande movimento unitario. Si trattò del primo congresso dopo la morte di Togliatti e si tenne in un contesto di grave tensione internazionale, legata soprattutto alla guerra del Vietnam, mentre la fase "riformatrice" del centro-sinistra appariva esaurita. Al termine dei lavori Berlinguer non rientrò nella Segreteria nazionale, divenendo invece segretario regionale del Lazio. Andò inoltre a far parte del nuovo organismo voluto dal nuovo segretario Longo, l'Ufficio politico, intermedio tra la Segreteria e la Direzione. In quel periodo, e fino al 1968, ebbe l'occasione di sviluppare l'esperienza internazionale attraverso alcune missioni per conto del PCI in Vietnam, Cina, Corea del Nord e di nuovo a Mosca.

### Verso la leadership
Alle elezioni politiche del 19 maggio 1968, la Direzione del PCI decise di candidare capolista nel Lazio Berlinguer (che volle mettere a verbale il suo voto contrario alla candidatura). Enrico venne eletto con più di 151 000 preferenze, il secondo più votato fra i dirigenti comunisti dopo Amendola. Le elezioni costituirono un decisivo successo comunista e una secca sconfitta per il Partito socialista unificato: il partito guidato da Longo riuscì a ottenere undici seggi in più rispetto alle elezioni precedenti, mentre i socialisti ne persero ventinove. Buono fu anche il risultato della Democrazia Cristiana, che conseguì sei seggi in più rispetto a cinque anni prima.
A novembre di quell'anno Berlinguer fu a Mosca su invito del PCUS, alla testa di una delegazione composta da Bufalini, Colombi, Cossutta e Galluzzi, mentre gli interlocutori, assente Brežnev in visita ufficiale a Varsavia, erano guidati dall'ucraino Andrej Kirilenko.

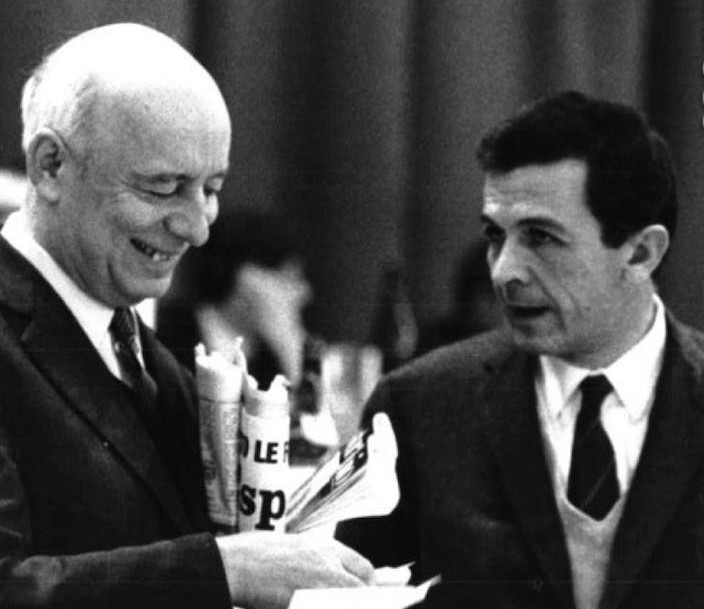
Gian Carlo Pajetta e Berlinguer al XII Congresso del PCI

In vista del XII Congresso, previsto nel febbraio 1969 a Bologna, a seguito del peggiorare delle condizioni di salute del sessantottenne Longo, parzialmente invalido, si pose il problema di affiancare al leader un vicesegretario che subentrasse gradatamente alla guida del partito. Al segretario generale della CGIL Agostino Novella e al responsabile dell'Ufficio di segreteria Cossutta fu affidato l'incarico di sondare i membri della Direzione, a cui venne chiesto di esprimere una preferenza fra Berlinguer e Giorgio Napolitano. La larga maggioranza del gruppo dirigente scelse il primo.
All'inizio di giugno Berlinguer tornò a Mosca come delegato, con Cossutta e Bufalini, alla Conferenza internazionale dei partiti comunisti. Ad accompagnarli c'erano anche Galluzzi, Michelino Rossi, Boffa e Menichini. I lavori furono aperti il giorno 5 dal discorso di Brežnev, mentre Berlinguer intervenne mercoledì 11 giugno, dopo i relatori di trentacinque partiti che avevano appoggiato le posizioni sovietiche. In quell'occasione il vicesegretario del PCI tenne quello che sarebbe stato ricordato come «il più duro discorso mai pronunziato a Mosca da un dirigente straniero». Tra l'altro, Enrico disse: «Noi respingiamo il concetto che possa esservi un modello di società socialista unico e valido per tutte le situazioni. In verità le stesse leggi generali di sviluppo della società non esistono mai allo stato puro, ma sempre e solo in realtà particolari, storicamente determinate e irripetibili. Contrapporre questi due aspetti è schematico e scolastico e significa negare la sostanza stessa del marxismo».

### La segreteria

Berlinguer al XIII Congresso; alle sue spalle Pietro Ingrao e Pajetta

Lunedì 13 marzo 1972 al Palalido di Milano si aprì il XIII Congresso del PCI. Berlinguer lesse la relazione introduttiva ai 1 043 delegati, che rappresentavano 1 521 028 iscritti. Al termine del congresso venne eletto segretario nazionale del partito, mentre due mesi più tardi le elezioni politiche videro la sua rielezione a deputato con 230 000 preferenze.
All'inizio di ottobre del 1973 Berlinguer si recò in Bulgaria per incontrare il capo di Stato Todor Živkov. I colloqui non procedevano benissimo, tanto che Enrico decise di accorciare la permanenza. Mercoledì 3 ottobre si dirigeva verso l'aeroporto di Sofia a bordo di una GAZ-13 Čajka preceduta da una scorta di polizia e seguita da una terza macchina con a bordo i dirigenti del PCI che avevano accompagnato il segretario. All'improvviso, la macchina dove viaggiavano Berlinguer e i suoi accompagnatori fu investita da un camion militare. L'incidente provocò la morte dell'interprete e il ferimento grave di due dirigenti del Partito Comunista Bulgaro che viaggiavano con Berlinguer, anch'egli rimasto ferito seppur leggermente. Nel 1991 Emanuele Macaluso, senatore del Partito Democratico della Sinistra ed ex dirigente comunista, rilasciò un'intervista al settimanale Panorama dichiarando che il segretario del PCI, appena rientrato a Botteghe Oscure, gli avrebbe rivelato il sospetto che si fosse trattato in realtà di un "falso incidente", orchestrato ad arte dal KGB e dai servizi segreti bulgari per sopprimere lo scomodo alleato italiano che aveva avuto duri screzi ideologici con Brežnev.

#### Compromesso storico ed eurocomunismo

Enrico Berlinguer con la moglie Letizia Laurenti, la figlia maggiore Bianca e due figli a Roma, 1972

Il 28 settembre, il 5 e il 12 ottobre 1973 Berlinguer scrisse per la rivista Rinascita tre famosi articoli (Imperialismo e coesistenza alla luce dei fatti cileni, Via democratica e violenza reazionaria e Alleanze sociali e schieramenti politici) che abbozzavano la proposta del "compromesso storico" come soluzione preventiva dinanzi a possibili derive istituzionali di tipo sudamericano. Poche settimane prima, l'11 settembre, si era infatti consumato il golpe in Cile che aveva portato al rovesciamento del governo di sinistra di Salvador Allende per opera del generale Augusto Pinochet.
Nell'ultimo dei tre articoli, pubblicato il 12 ottobre, si legge:
Iniziarono così a delinearsi le caratteristiche della segreteria Berlinguer: da un lato il tentativo di collaborare con la Democrazia Cristiana nella prospettiva di realizzare riforme sociali ed economiche che il leader del PCI considerava indispensabili, dall'altro la volontà di rappresentare un nuovo comunismo indipendente dall'URSS, che in seguito sarebbe stato chiamato "eurocomunismo", intendendo con tale termine il rapporto che avrebbero avuto i partiti comunisti italiano, francese e spagnolo dal 1975 in poi, con l'obiettivo di distanziarsi dal sistema sovietico e rivendicare più autonomia da Mosca.
La proposta politica del compromesso storico sviluppava il tradizionale indirizzo di Togliatti, elaborato durante la Resistenza e il dopoguerra, rivolto a realizzare una stabile alleanza di governo fra le grandi forze popolari (DC, PCI e PSI), ma v'introduceva delle novità: da un lato la volontà di reagire a una tensione internazionale drammatica che aveva portato all'appoggio americano al cruento colpo di Stato in Cile, dall'altro la prima ricerca di elementi programmatici nuovi da ascrivere al compromesso, come l'"austerità" nel consumo, in risposta all'emergere della questione ecologica.

Una stretta di mano tra Berlinguer e il leader democristiano Aldo Moro, tra i maggiori fautori del "compromesso storico"

Dal 18 al 23 marzo 1975 si svolse al Palazzo dello Sport di Roma il XIV Congresso del PCI, ribattezzato dai giornali il "congresso del compromesso storico", ma già nella seconda giornata dei lavori Amintore Fanfani decise di ritirare la delegazione DC a causa delle ingerenze nelle elezioni portoghesi da parte del PCI: il partito italiano aveva infatti avuto un ruolo nella decisione del Consiglio militare della rivoluzione di escludere dalla consultazione il Partito democratico cristiano, responsabile di un tentato golpe.
Domenica 15 e lunedì 16 giugno si tennero le elezioni regionali e amministrative, cariche di significato politico: furono infatti quaranta milioni gli italiani chiamati alle urne per rinnovare i consigli di 6 345 città, 86 province e 15 regioni a statuto ordinario; inoltre per la prima volta votarono anche i diciottenni. L'esito segnò una sostanziale vittoria delle sinistre, in particolare dei comunisti, che ottennero una media nazionale del 33,4%, con la DC al 35,4% e il PSI al 12%.
Nel corso del 1976 Berlinguer precisò il proprio pensiero in due significative interviste: nella prima, curata da Carlo Casalegno per alcuni importanti quotidiani europei (La Stampa, Die Welt, Le Monde, Times), il segretario del PCI ribadì la scelta democratica e l'autonomia della politica del partito italiano; nella seconda, firmata da Giampaolo Pansa sul Corriere della Sera del 15 giugno, Berlinguer si soffermò invece sul rapporto tra l'Italia e la NATO e sull'atteggiamento dei comunisti al riguardo. Nell'ambito di quest'ultima intervista, Berlinguer riconobbe che l'estraneità dell'Italia al Patto di Varsavia garantiva ai comunisti italiani «l'assoluta certezza» di «poter procedere lungo la via italiana al socialismo senza alcun condizionamento». Tuttavia precisò: «questo non vuol dire che nel blocco occidentale non esistano problemi: tanto è vero che noi ci vediamo costretti a rivendicare all'interno del Patto Atlantico, patto che pur non mettiamo in discussione, il diritto dell'Italia di decidere in modo autonomo del proprio destino». All'osservazione dell'intervistatore per cui «il Patto Atlantico può essere anche uno scudo utile per costruire il socialismo nella libertà», il segretario del PCI replicò affermativamente: «Mi sento più sicuro stando di qua, ma vedo che anche di qua ci sono seri tentativi per limitare la nostra autonomia». In conclusione, Berlinguer dichiarò di preferire il sistema occidentale in quanto offriva «meno vincoli», ma puntualizzò: «Di là, all'Est, forse, vorrebbero che noi costruissimo il socialismo come piace a loro. Ma di qua, all'Ovest, alcuni non vorrebbero neppure lasciarci cominciare a farlo, anche nella libertà». Fu invece in un incontro in Francia con il segretario del PCF Georges Marchais, il 3 giugno, all'indomani del XXV Congresso del PCUS, che Berlinguer nominò per la prima volta l'eurocomunismo.
Alle elezioni politiche svoltesi domenica 20 e lunedì 21 giugno 1976 uscirono vincitori sia la DC sia il PCI: la prima infatti riuscì a guadagnare 1 297 000 voti rispetto alle elezioni precedenti, mentre i comunisti crebbero di ben 3 545 000 rispetto a quattro anni prima. I voti dei socialisti restarono invece sostanzialmente invariati.

Enrico Berlinguer a colloquio con Fabio Mussi nel 1978

Il 7 ottobre 1977 il settimanale Rinascita pubblicò una lettera di Berlinguer rivolta a monsignor Luigi Bettazzi, vescovo di Ivrea, che segnò una significativa apertura al mondo cattolico. Nel testo si legge: «Nel PCI esiste ed opera la volontà non solo di costruire e di far vivere qui in Italia un partito laico e democratico, come tale non teista, non ateista, non antiteista, ma di volere anche, per diretta conseguenza, uno Stato laico e democratico, anch'esso dunque non teista, non ateista, non antiteista».
Poco dopo si tennero a Mosca grandiose celebrazioni per il 60º anniversario della Rivoluzione d'ottobre, a cui Berlinguer prese parte con Antonio Rubbi, Nilde Iotti, Antonio Roasio e Luciano Guerzoni, costituendo una delle centoventitré delegazioni presenti in rappresentanza di partiti comunisti, di partiti socialisti, di movimenti di liberazione, di sindacati, di Stati. Il segretario del PCI nell'occasione disse, tra l'altro: «L’esperienza compiuta ci ha portato alla conclusione che la democrazia è oggi non soltanto il terreno sul quale l’avversario di classe è costretto a retrocedere, ma è anche il valore storicamente universale sul quale fondare un'originale società socialista. Ecco perché la nostra lotta unitaria (che cerca costantemente l’intesa con altre forze d'ispirazione socialista e cristiana in Italia e in Europa occidentale) è rivolta a realizzare una società nuova – socialista – che garantisca tutte le libertà personali e collettive, civili e religiose, il carattere non ideologico dello Stato, la possibilità dell'esistenza di diversi partiti, il pluralismo della vita sociale, culturale, ideale».

Un incontro tra Berlinguer, il segretario della DC Benigno Zaccagnini e Aldo Moro nel 1978

All'inizio del 1978 venne programmato per il mese di maggio un viaggio di Berlinguer negli Stati Uniti che non avrebbe avuto luogo. Intanto il 5 gennaio Enrico, accompagnato da Luciano Barca, incontrò Aldo Moro in casa di un consigliere di quest'ultimo, Tullio Ancora. Il 26 gennaio il Comitato centrale del partito sottolineò l'esigenza di una partecipazione diretta del PCI al governo del Paese, posizione ribadita da Berlinguer nei successivi incontri per la formazione del governo. In un successivo colloquio tra i due segretari, svoltosi il 16 febbraio, Moro affermò che avrebbe sostenuto presso i gruppi parlamentari democristiani la necessità dell'ingresso a pieno titolo del PCI nella maggioranza governativa. Le trattative furono tuttavia vanificate dagli eventi successivi. Il rapimento di Moro del 16 marzo 1978 fu commentato così da Berlinguer, cui a seguito dell'avvenimento venne affidata una scorta: «Il momento è tale che tutte le energie devono essere unite e raccolte perché l'attacco eversivo sia respinto: con saldezza di nervi, non perdendo la calma, ma anche adottando tutte le iniziative e tutte le misure opportune per salvare le istituzioni e per garantire la sicurezza e l'ordine democratico». Il presidente della Democrazia Cristiana venne ucciso il 9 maggio, mentre il 15 giugno il Presidente della Repubblica Giovanni Leone fu costretto a dimettersi a causa delle accuse, poi rivelatesi infondate, riguardanti lo scandalo Lockheed e fu sostituito l'8 luglio da Sandro Pertini.
In un contesto aggravato dall'uccisione, il 24 gennaio 1979, del sindacalista Guido Rossa da parte delle Brigate Rosse, il PCI celebrò il suo XV Congresso e subì poi una dura sconfitta alle elezioni anticipate del 3 giugno: il partito scese dal 34,4 al 30,4% dei voti, a fronte del 38,3% ottenuto dalla DC alla Camera. I comunisti persero voti tra i giovani, i ceti professionali e gli strati sociali disagiati. Berlinguer venne comunque eletto a Roma con oltre 238 000 preferenze e una settimana più tardi divenne europarlamentare; alle elezioni europee il PCI ottenne il 29,5%, i democristiani il 36,4% e i socialisti l'11%.
All'inizio di gennaio del 1980 l'intervento sovietico in Afghanistan fu condannato dalla Direzione del PCI, e Berlinguer, rifiutando la logica dei blocchi contrapposti, al Parlamento europeo stigmatizzò nettamente l’aggressione dell’URSS pur sapendo che nel partito erano emerse posizioni favorevoli all'occupazione espresse in particolare da Amendola. Nello stesso anno le elezioni regionali e quelle amministrative videro un grande avanzamento del PSI, che raggiunse il 13,3% dei voti, mentre il PCI si fermò stabile al 31,1.

Berlinguer con Giorgio Napolitano

La seconda parte del 1980 fu caratterizzata dagli effetti della crisi della FIAT, con la messa in cassa integrazione di migliaia di dipendenti e l'annuncio di quasi 15 000 licenziamenti. Queste misure portarono a uno sciopero che raggiunse il suo apice il 26 settembre quando Berlinguer, parlando davanti ai cancelli di Mirafiori, promise l'appoggio del Partito Comunista anche qualora si fosse arrivati a occupare la fabbrica. La battaglia sindacale, che condusse alla caduta del governo Cossiga II, si protrasse per trentacinque giorni ma si concluse con un accordo favorevole all'azienda dopo la cosiddetta "marcia dei quarantamila" del 14 ottobre.
A novembre Berlinguer, in visita a Salerno dopo il terremoto in Irpinia, ridefinì la politica comunista dell'alternativa democratica, rovesciando quella precedente del compromesso storico e declinandola – a partire dal novembre 1980  – come tentativo di raccogliere intorno al PCI un fronte sociale più ampio e rafforzarne la posizione egemonica a sinistra. Tra gli episodi che spinsero il segretario del PCI ad abbandonare la linea della solidarietà nazionale, la notizia del coinvolgimento di politici democristiani, socialdemocratici e socialisti nella prolungata truffa petrolifera emersa a seguito dell'arresto a Casale Monferrato dell'ex comandante generale della Guardia di Finanza Raffaele Giudice. La corruzione e il malcostume che dominavano i partiti di governo furono duramente condannati da Berlinguer in un'intervista, concessa a Eugenio Scalfari e pubblicata su Repubblica martedì 28 luglio 1981, che apriva la cosiddetta "questione morale". In essa si legge: «I partiti di oggi sono soprattutto macchine di potere e di clientela [...] . I partiti hanno occupato lo Stato e tutte le sue istituzioni, a partire dal governo. Hanno occupato gli enti locali, gli enti di previdenza, le banche, le aziende pubbliche, gli istituti culturali, gli ospedali, le università, la Rai TV, alcuni grandi giornali [...]. E il risultato è drammatico».

#### Lo strappo con l'URSS

Berlinguer con Yasser Arafat a Roma nel settembre 1982

Nella convinzione che la contrapposizione tra i due blocchi fosse divenuta per il mondo un pericoloso elemento di instabilità, alla fine degli anni settanta e nei primi anni del decennio successivo Berlinguer si dedicò a tessere una tela di relazioni con esponenti del socialismo europeo e con partiti comunisti e movimenti di liberazione in alcuni Paesi europei e del Sud del mondo. Ebbe colloqui con Willy Brandt, François Mitterrand e Olof Palme, fu in visita a Pechino, a Pyongyang, a Madrid, a Belgrado. Si incontrò con dirigenti dell’America Latina: vide il presidente del Messico José Lopez Portillo, Daniel Ortega e i dirigenti del fronte sandinista, e prese contatti con il leader algerino Bendjedid nel quadro di un impegno politico-diplomatico del PCI in Medio Oriente che culminò con l'incontro fra il segretario comunista e il leader dell'OLP Yasser Arafat. A ottobre del 1981 si vide con Fidel Castro con cui ebbe un colloquio durato sette ore nel quale il leader cubano si confermò alleato fidato dell'Unione Sovietica e ostile alla Cina che, «passata dalla parte dell'imperialismo, ha una posizione controrivoluzionaria».
Due mesi più tardi si consumò tuttavia lo strappo tra PCI e URSS, a seguito delle vicende polacche. Il 15 dicembre Berlinguer, ospite della rubrica televisiva Tribuna politica, disse:
Il 29 dicembre le ragioni dell'autonomia da Mosca e le critiche ai Paesi del socialismo reale furono ribadite dal segretario del PCI al Comitato centrale. Nella stessa sede, il 12 gennaio 1982 la posizione di Berlinguer fu criticata da Cossutta. Altri durissimi attacchi arrivarono il 24 gennaio dal Rudé právo, organo ufficiale del Partito Comunista di Cecoslovacchia, e poi dalla Pravda, che pubblicò una sorta di "scomunica" verso il PCI sotto forma di un lungo articolo dal titolo Contro gli interessi della pace e del socialismo.
Il 30 aprile Berlinguer, partecipando ai funerali di Pio La Torre, ucciso dalla mafia, illustrò le proposte del partito contro l'installazione in Italia dei missili Cruise. Il 1983 fu invece caratterizzato dal XVI Congresso del PCI, in cui Berlinguer venne rieletto segretario, e dalle elezioni politiche di giugno, che videro un grosso arretramento della DC, il PCI stabile al 30% e un avanzamento del PSI. Berlinguer venne inoltre rieletto per la quarta volta a Roma con oltre 221 000 preferenze.
La maturazione da parte di Berlinguer di un'opinione critica sui regimi comunisti dell'Europa orientale trova testimonianza anche nel libro di memorie di Massimo D'Alema, allora giovane dirigente periferico del partito, sul viaggio a Mosca compiuto da entrambi nel febbraio 1984 per partecipare, quali membri della delegazione del PCI, ai funerali del segretario generale del PCUS Jurij Andropov (per Berlinguer fu l'ultimo viaggio nell'URSS). Accolta dai dignitari sovietici, dopo un'attesa dovuta a un presunto ritardo nell'arrivo della propria corona di fiori dall'Italia, la delegazione del PCI fu condotta verso il salone che ospitava il catafalco. Giunti nell'anticamera, Berlinguer e D'Alema notarono che in realtà la loro corona di fiori era già presente. A quel punto Berlinguer confidò a D'Alema «la prima legge generale del socialismo reale: i dirigenti mentono, sempre, anche quando non sarebbe necessario».

### La morte

Enrico Berlinguer colpito dal malore viene allontanato dal palco del comizio di Padova, 7 giugno 1984

Il 7 giugno 1984, in vista delle imminenti elezioni europee, Berlinguer tenne un comizio in piazza della Frutta a Padova. Durante l'intervento, mentre si apprestava a pronunciare la frase «Compagni, lavorate tutti, casa per casa, strada per strada, azienda per azienda!», fu colpito da un ictus che lo costrinse a una pausa. 
Pur palesemente provato dal malore, Berlinguer continuò il discorso fino alla fine, nonostante la folla, dopo i cori di sostegno, urlasse: «Basta, Enrico!». Alla fine del comizio rientrò in albergo, dove si addormentò sul letto della sua stanza, entrando subito in coma. Dopo il consulto con un medico, venne trasportato all'ospedale di Padova e ricoverato in condizioni drammatiche. Morì quattro giorni dopo, l'11 giugno, a causa di un'emorragia cerebrale. Il comunicato del sovrintendente sanitario affermò che il politico sardo era venuto a mancare alle 12:45.

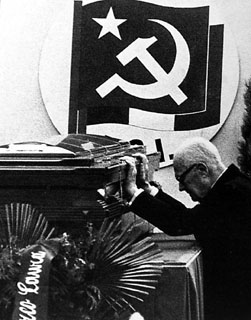
Sandro Pertini ai funerali di Berlinguer il 13 giugno 1984

Il Presidente della Repubblica Sandro Pertini, che si trovava già a Padova per ragioni di Stato, si recò in ospedale per constatare le condizioni di Berlinguer. Fece in tempo a entrare in stanza per vederlo e baciarlo sulla fronte. S'impose, poche ore dopo il decesso, per trasportare la salma sull'aereo presidenziale, dicendo: «Lo porto via come un amico fraterno, come un figlio, come un compagno di lotta». Al suo funerale, svoltosi a Roma il 13 giugno, partecipò più di un milione di persone: mai nell'Italia repubblicana si era avuta una manifestazione di tale ampiezza nei confronti di una figura politica. Erano presenti sul palco numerose figure istituzionali e politiche internazionali, in special modo dell'area comunista (tra di essi Gorbačëv, Zhao Ziyang, Arafat, Carrillo, Marchais), ma anche di altre estrazioni come il laburista Piet Dankert, oltre che larga parte della scena politica e istituzionale italiana.

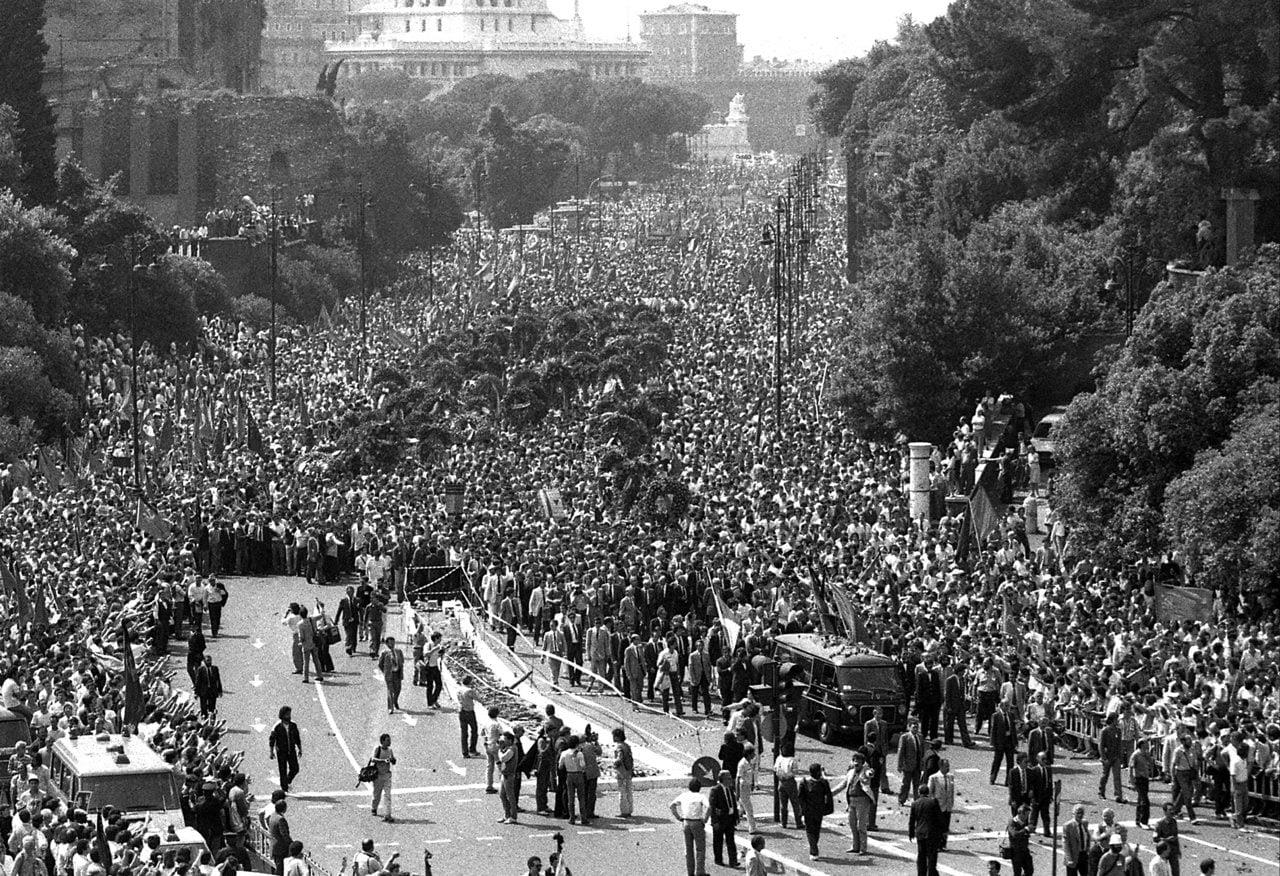
La folla ai funerali a Roma

Commovente fu il saluto di Pertini: il presidente si chinò con la testa sopra la bara, baciandola tra gli applausi dei presenti. Sonori fischi, che ricambiavano quelli ricevuti da Berlinguer al congresso socialista, si levarono invece quando Nilde Iotti citò il presidente del Consiglio Bettino Craxi, al quale nell'ospedale di Padova era stata impedita da Marco Berlinguer la visita al capezzale del padre. Persino il segretario del MSI Giorgio Almirante si recò a rendere omaggio al feretro dell'avversario, suscitando lo stupore della folla in coda per entrare nella camera ardente. A ricevere Almirante fu Gian Carlo Pajetta, al quale venne dato l'incarico di pronunciare l'orazione funebre di Berlinguer. Il corteo con la bara sfilò dalla sede del PCI, in via delle Botteghe Oscure, a piazza San Giovanni, rendendo palese l'ammirazione che una larga parte dell'opinione pubblica italiana aveva nei confronti di Enrico Berlinguer.

L'Unità riporta la notizia della morte del leader comunista

La famiglia fece sapere a Botteghe Oscure che Berlinguer, com’egli desiderava, sarebbe stato sepolto nel cimitero di Prima Porta a Roma, e non nel mausoleo del cimitero del Verano dove riposavano i massimi dirigenti del PCI come Togliatti, Longo e Amendola.
Il PCI decise di lasciare il segretario capolista alle elezioni europee e chiese di votarlo in modo plebiscitario. Le imminenti elezioni europee, anche in ragione dell'ondata emotiva determinata dalla morte del leader comunista, videro un grande successo del PCI che, per la prima e unica volta nella storia, superò la DC, affermandosi come primo partito italiano (33,3% contro 33,0%); Berlinguer, candidato nella circoscrizione centrale, ottenne oltre 719000 voti di preferenza (a fronte degli 836000 conseguiti alle europee di cinque anni prima). Per evocare la forte ascesa del PCI, si è a lungo parlato di "effetto Berlinguer", sebbene una parte degli osservatori politici e alcuni esponenti del partito avessero negato che il successo elettorale fosse da ricondurre alla scomparsa del segretario.
Soprannominato subito "il più amato" (a differenza di Togliatti che era "il migliore"), Berlinguer ebbe come successore alla guida del PCI Alessandro Natta.

## Opere di Enrico Berlinguer
La produzione testuale di Enrico Berlinguer si differenzia in varie tipologie, dai comizi agli interventi congressuali, dai rapporti agli organismi interni del PCI e delle organizzazioni internazionali fino alle interviste giornalistiche e agli articoli. In particolare sono state edite numerose antologie degli scritti e discorsi del periodo che va da fine anni sessanta – inizio anni settanta (elezione a deputato e poi a vicesegretario e segretario del PCI) fino alla morte.
Lo stile oratorio di Berlinguer è stato oggetto di analisi sulle forme della comunicazione politica italiana e sulla retorica comunista nell'Italia repubblicana e di un approfondimento di carattere linguistico che ha sottolineato, tra l'altro, il «forte lascito in parole o locuzioni (quali compromesso storico, eurocomunismo, austerità o questione morale) che a Berlinguer devono la loro nascita o almeno la loro fortuna nella lingua, nella storia e nella cultura politica del nostro Paese».

## Nella cultura di massa

Berlinguer e Roberto Benigni il 16 giugno 1983 al Pincio.

Una delle più famose immagini di Enrico Berlinguer è quella che lo vede in braccio a Roberto Benigni durante un comizio del 16 giugno 1983 a una manifestazione per la pace della FGCI romana presso la Terrazza del Pincio. Tale scena viene spesso erroneamente collocata alla Festa de l'Unità di Reggio Emilia del settembre 1983.
Lo stesso Benigni già nel 1977 era stato protagonista del film di Giuseppe Bertolucci Berlinguer ti voglio bene.
Sul leader del PCI sono stati girati anche tre documentari, L'addio a Enrico Berlinguer (1984), diretto da registi vari, Berlinguer – la sua stagione (1988) di Ansano Giannarelli e Quando c'era Berlinguer (2014) di Walter Veltroni. Ad essi si aggiunge il docufilm Arrivederci Berlinguer! con la regia di Michele Mellara e Alessandro Rossi e musiche di Massimo Zamboni.
Dal 31 ottobre 2024 viene distribuito da Lucky Red il film Berlinguer - La grande ambizione, biopic diretto da Andrea Segre, interpretato da Elio Germano. Il film apre inoltre la diciannovesima edizione della Festa del cinema di Roma. 
A Berlinguer sono inoltre dedicate le canzoni I funerali di Berlinguer dei Modena City Ramblers e Dolce Enrico di Antonello Venditti. Altre canzoni che citano nel proprio testo Berlinguer sono Svegliami dei CCCP - Fedeli alla linea, Qualcuno era comunista di Giorgio Gaber, Robespierre degli Offlaga Disco Pax, Tropico del Cancro di Andrea Appino, 1984 di Salmo e Nel tempo di Luciano Ligabue. È incentrata intorno ai funerali di Berlinguer la vicenda portante del film Quando di Walter Veltroni.

### Esplicative
1. ↑  La famiglia aveva ottenuto da Vittorio Amedeo III Re di Sardegna, il 29 marzo 1777, la concessione a Giovanni e Angelo Ignazio dei titoli nobiliari di Cavaliere e Nobile con trattamento di Don e di Donna;[2] era inoltre iscritta negli "Stamenti nobiliari della Sardegna"[3] ed era legata da una fitta rete di parentele ad altre famiglie dell'aristocrazia e borghesia sarda.[4]
2. ↑  Montanelli sostiene che il proscioglimento fu dovuto alle conoscenze del padre.[29]
3. ↑  Nell'occasione Togliatti si congratulò così: «Un progresso vi è senza dubbio nella formazione dei quadri giovanili. Faccio in proposito soltanto il nome del compagno Enrico Berlinguer, che nel rapporto introduttivo ai lavori di questa riunione ha dato prova di una maturità politica che ritengo non sia soltanto dote sua personale ma riflesso della maturità di un movimento in sviluppo».[42]
4. ↑  A Mosca, davanti ad un numero altissimo di delegati (4 800), Chruščёv aveva ampliato gli attacchi al cosiddetto "gruppo antipartito", composto da Molotov, Malenkov, Kaganovič, Vorošilov, Bulganin, Saburov, Pervuchin, Šepilov.[58] Su tale congresso Togliatti, che – pur apprezzando il coraggio, la forza e la giustezza della denuncia del leader sovietico – non era contento dell'esibizionismo praticone, la superficialità e l'eccessiva tendenza a personalizzare che erano i tratti caratteristici di Chruščёv,[59] aveva presentato al Comitato centrale e alla Commissione centrale di controllo del PCI un rapporto dal titolo Avanti, verso il comunismo, liberandosi dalle scorie del passato.[60]
5. ↑  «Il mandato che ricevemmo dalla Direzione del partito per quel difficile confronto era preciso: discutere con il Pcus non soltanto della Conferenza internazionale dei partiti comunisti (in programma l'anno successivo) ma anche della Cecoslovacchia, evitando, se possibile, un ulteriore inasprimento dei rapporti, ma senza recedere di un pollice dalle nostre posizioni.»[74]
6. ↑  Il PCI raggiunse il 48,3% dei suffragi in Emilia-Romagna, il 46,5 in Toscana, il 46,1 in Umbria, il 38,4 in Liguria, il 36,9 nelle Marche, il 33,9 in Piemonte, il 33,5 nel Lazio, il 30,4 in Lombardia, il 30,3 in Abruzzo.[95]
7. ↑  Il progetto di una visita di Berlinguer negli Stati Uniti, su invito della New York University, è menzionato da Norman Birnbaum in una lettera a Sergio Camillo Segre dell'8 febbraio 1978. Una delegazione del PCI guidata dal segretario si sarebbe invece recata in ottobre a Parigi, a Mosca e a Belgrado.[104]
8. ↑  L'anno successivo, il 27 febbraio 1981, la politica di Brežnev in Afghanistan sarebbe stata condannata da Pajetta, a nome del PCI, anche al XXVI Congresso del PCUS.[116]
9. ↑  La "terza via" teorizzata da Berlinguer si collocava interamente nel campo socialista, tra il modello socialdemocratico dell'Europa occidentale e quello comunista dell'Europa orientale. Negli anni 1990 l'espressione "terza via" è stata invece adoperata per definire una posizione politica intermedia tra neoliberalismo e socialdemocrazia, soprattutto in riferimento alle politiche del presidente democratico Bill Clinton negli Stati Uniti e del premier laburista Tony Blair nel Regno Unito.
10. ↑  «Nessuna persona onesta al mondo può considerare senza sdegno le dichiarazioni dei dirigenti del Pci in cui si parla dei tentativi del nostro Paese di imporre la propria volontà ad altri popoli».[132]
11. ↑  «Berlinguer non fu portato subito in ospedale perché dopo aver vomitato disse di sentirsi meglio e attribuì il suo stato ad una specie di congestione. Sappiamo anche che il battito cardiaco era normale e che soltanto più tardi le sue condizioni sarebbero peggiorate tanto da rendere necessario il ricovero immediato».[138]

### Bibliografiche e sitografiche
1. ↑   Luciano Canepari, Berlinguer, in Il DiPI: dizionario di pronuncia italiana, Bologna, Zanichelli, 1999, ISBN 88-08-09344-1.
2. ↑  Borella, p. 605.
3. ↑  Ricchini et al.
4. 1 2 3 4 5 6 7 8  Craveri.
5. ↑   Alberto Statera, I massoni di sinistra? Nelle logge sono 4mila, in La Repubblica, 9 giugno 2010. URL consultato il 27 aprile 2014.
6. ↑   Negli archivi del Goi scambio di lettere tra il Gran Maestro Laj e il fratello Mario Berlinguer, su Grande Oriente d'Italia - Sito Ufficiale, 11 ottobre 2020. URL consultato il 19 marzo 2021.
7. 1 2 3  Barbagallo, p. 9.
8. ↑  Fiori, pp. 34-35.
9. ↑  Crespi.
10. ↑   Giovanni Berlinguer, morto il fratello di Enrico: tre volte deputato Pci, in Il Fatto Quotidiano, 6 aprile 2015. URL consultato il 22 novembre 2016.
11. ↑   Enzo Biagi, Enrico Berlinguer, un giorno gli chiesi:”Ma lei crede in Dio?”, su repubblica.it, La Repubblica. URL consultato il 10 luglio 2022.
12. ↑   Laura Berlinguer, Da Biancaneve al Sulcis, su lucatelese.it, 18 ottobre 2009. URL consultato il 22 maggio 2010.
13. 1 2 3  Barbagallo, p. 31.
14. ↑   Enrico Berlinguer, su storia.camera.it. URL consultato il 20 novembre 2016.
15. ↑  Valentini 2014, p. 24.
16. 1 2  Barbagallo, p. 10.
17. ↑  Fiori, p. 47.
18. ↑  Rondolino, p. 22.
19. ↑  Montanelli e Cervi, p. 82.
20. 1 2 3  Barbagallo, p. 11.
21. ↑  Fiori, p. 48.
22. ↑  Valentini 1985, pp. 17-18.
23. 1 2  Fiori, p. 30.
24. ↑  Valentini 1985, p. 9.
25. ↑  Fiori, p. 4.
26. ↑  Barbagallo, p. 12.
27. 1 2  Fiori, p. 7.
28. ↑  Rondolino, p. 33.
29. ↑  Montanelli e Cervi, p. 83.
30. ↑  Valentini 1985, p. 26.
31. ↑  Bartolotta, pp. 191-192.
32. ↑  Cherchi.
33. ↑   Togliatti inedito, in Rinascita sarda, 1-15 aprile 1971.
34. ↑  Agosti, p. 6.
35. ↑  Fiori, p. 55.
36. 1 2 3  Barbagallo, p. 15.
37. ↑  Fiori, pp. 54-55.
38. ↑  Barbagallo, p. 16.
39. ↑  Secchia, p. 196.
40. ↑  Valentini 1985, pp. 57-60.
41. ↑  Barbagallo, p. 18.
42. ↑  Rondolino, p. 52.
43. ↑   VI Congresso. Milano, 4-10 gennaio 1948, su dellarepubblica.it. URL consultato il 16 agosto 2016.
44. ↑  Barbagallo, p. 19.
45. ↑  Fiori, pp. 76-79.
46. 1 2  Montanelli e Cervi, p. 85.
47. ↑  Fiori, pp. 83-84.
48. ↑  Barbagallo, p. 23.
49. ↑  Fiori, p. 101.
50. ↑  Valentini 1985, pp. 109-118.
51. ↑  Montanelli e Cervi, pp. 85-86.
52. ↑  Valentini 1985, pp. 126-127.
53. ↑  Barbagallo, p. 32.
54. ↑  Manca, p. 63.
55. ↑  Fiori, pp. 108-110.
56. ↑  Berlinguer, Togliatti.
57. ↑   Stefano De Luca, Il XXII congresso del Pcus. La destalinizzazione tra Liberman e Solzenicyn, in InStoria, n. 12, maggio 2006. URL consultato il 20 novembre 2016.
58. ↑  Fiori, p. 109.
59. ↑  Barbagallo, p. 35.
60. ↑  Togliatti.
61. 1 2   Paolo Garimberti, "Che posso dire?" Così 50 anni fa Krusciov venne deposto, in La Repubblica, 14 ottobre 2014. URL consultato il 23 novembre 2016.
62. ↑   Chruščëv, Nikita Sergeevič, in Sapere.it, De Agostini. URL consultato il 16 agosto 2016.
63. ↑  Fiori, pp. 135-136.
64. ↑  Gorresio, p. 115.
65. ↑   Dieci domande sui colloqui di Mosca (PDF), in L'Unità, 8 novembre 1964,  p. 3. URL consultato il 4 marzo 2022.
66. ↑  Fiori, p. 138.
67. ↑  Fiori, p. 138.
68. ↑  Macchi, pp. 173-174.
69. ↑  Cossutta, pp. 97-98.
70. ↑  Fiori, pp. 154-161.
71. ↑  Rondolino, pp. 128-129 e 131.
72. ↑   Archivio Storico delle Elezioni – Camera del 19 maggio 1968, su elezionistorico.interno.gov.it. URL consultato il 12 marzo 2020.
73. ↑  Fiori, pp. 168-169.
74. ↑  Galluzzi, p. 211.
75. ↑  Fiori, p. 177.
76. ↑  Terracini, pp. 174-175.
77. ↑  Cossutta, pp. 112-113.
78. ↑  Fiori, pp. 186-188.
79. ↑  Tatò, pp. 42-62.
80. ↑  Fiori, p. 215.
81. ↑  Barbagallo, p. 164.
82. ↑  Cecchi, p. 404.
83. ↑  Folena, p. 179.
84. ↑  Fasanella, Incerti, pp. 9-10, 24-25 e 60.
85. ↑  Magri, pp. 275-282.
86. ↑   Santo La Rosa, I governi italiani dal 25 aprile 1943,  p. 280.
87. ↑  Rinascita, pp. 70 e 75.
88. ↑  Fiori, pp. 236-237.
89. 1 2 3   Giuseppe Formisano, Enrico Berlinguer. Il più amato, in InStoria, n. 43, su instoria.it, luglio 2011. URL consultato il 16 agosto 2016 (archiviato dall'url originale il 6 febbraio 2025).
90. ↑   Compromesso storico, in Dizionario di storia, Roma, Istituto dell'Enciclopedia Italiana, 2010. URL consultato il 16 agosto 2016.
91. ↑   Discorsi: Enrico Berlinguer al convegno degli intellettuali del 1977, su raiplaysound.it, Archivio RAI, 15 gennaio 1977. URL consultato il 17 giugno 2024.
92. ↑   Compromesso storico, in Treccani.it – Enciclopedie on line, Roma, Istituto dell'Enciclopedia Italiana. URL consultato il 16 agosto 2016.
93. ↑   XIV Congresso. Roma, 18-23 marzo 1975, su dellarepubblica.it. URL consultato il 16 agosto 2016.
94. ↑  Fiori, p. 256.
95. ↑   Bruno Bongiovanni, Quelle elezioni del 1975. Storia & antistoria (PDF), in L'Unità, 3 luglio 2005,  p. 22. URL consultato il 4 marzo 2022.
96. 1 2 3   Berlinguer, la cronologia, su unita.it, 18 marzo 2014. URL consultato il 19 agosto 2022 (archiviato dall'url originale il 25 ottobre 2016).
97. ↑  Valentini, 1987, p. 110.
98. ↑  Enrico Berlinguer, intervista a cura di  Giampaolo Pansa, Berlinguer conta «anche» sulla NATO per mantenere l'autonomia da Mosca, in Corriere della Sera, 15 giugno 1976,  pp. 1-2. Leggibile in estratto in  Mi sento più sicuro nel Patto Atlantico, su enricoberlinguer.it. URL consultato il 18 giugno 2024.
99. ↑  Fiori, p. 275.
100. ↑   Archivio Storico delle Elezioni – Camera del 20 giugno 1976, su elezionistorico.interno.gov.it. URL consultato il 12 marzo 2020.
101. ↑  Barca, p. 698.
102. ↑  Fiori, p. 345.
103. ↑  Fiori, pp. 332-333.
104. ↑  Pons, p. 135.
105. ↑  Barca, pp. 708-710.
106. ↑  Valentini, 1987, p. 174.
107. ↑  Fiori, p. 375.
108. ↑  Rondolino, p. 235.
109. ↑   XV Congresso. Roma, 30 marzo - 3 aprile 1979, su dellarepubblica.it. URL consultato il 16 agosto 2016.
110. ↑   Archivio Storico delle Elezioni – Camera del 3 giugno 1979, su elezionistorico.interno.gov.it. URL consultato il 12 marzo 2020.
111. ↑  Barbagallo, p. 349.
112. ↑  Folena, p. 189.
113. ↑   Archivio Storico delle Elezioni – Europee del 10 giugno 1979, su elezionistorico.interno.gov.it. URL consultato il 12 marzo 2020.
114. ↑  Cossutta, p. 124.
115. ↑  Pons, 2021, pp. 257-258.
116. ↑  Folena, p. 192.
117. ↑  Fiori, p. 428.
118. ↑   Salvatore Tropea, Il giorno dei quarantamila, in La Repubblica, 14 ottobre 1990. URL consultato il 27 aprile 2014.
119. ↑   Eugenio Scalfari, Dove va il PCI?, in la Repubblica, 28 luglio 1981,  pp. 1-4. URL consultato il 26 marzo 2022.
120. ↑   Enrico Berlinguer, in Treccani.it – Enciclopedie on line, Roma, Istituto dell'Enciclopedia Italiana. URL consultato il 26 marzo 2022.
«Dopo la conclusione negativa di tale esperienza e il ritorno dei comunisti all'opposizione (1979), B. cercò di far fronte alla difficile situazione in cui si era venuto a trovare il PCI, accentuata dalla crisi sociale e politica dei primi anni Ottanta, con una riaffermazione del suo carattere alternativo alla Democrazia cristiana (proposta di "alternativa democratica", del nov. 1980) e la prosecuzione del suo rinnovamento interno.»
121. ↑   Paolo Corsini, Attualità di Enrico Berlinguer, su centroriformastato.it, 28 settembre 2014. URL consultato il 26 marzo 2022.
122. ↑  Fiori, p. 433.
123. ↑  Fiori, p. 460.
124. ↑  Fiori, p. 465.
125. ↑  Pons, 2021, pp. 270-274.
126. ↑  Barbagallo, p. 402.
127. ↑  Fiori, pp. 456-467.
128. ↑  Folena, p. 193.
129. ↑  Folena, p. 194.
130. ↑  Fiori, p. 436.
131. ↑  Barbagallo, p. 409.
132. ↑   Questo il testo integrale dell'articolo della Pravda, in L'Unità, 25 gennaio 1982.
133. ↑  Lodato, pp. 81-89.
134. ↑  Folena, p. 195.
135. ↑   Archivio Storico delle Elezioni – Camera del 26 giugno 1983, su elezionistorico.interno.gov.it. URL consultato il 16 agosto 2016.
136. ↑  Folena, p. 196.
137. ↑  D'Alema, p. 61.
138. ↑  Albeltaro, p. 163.
139. 1 2   Muore a Padova Enrico Berlinguer, su raistoria.rai.it, 11 giugno 2014. URL consultato il 16 agosto 2016.
140. ↑  Fiori, p. 507.
141. ↑   Mino Fuccillo, Sul palco lo Stato per l'ultimo omaggio, in La Repubblica, 14 giugno 1984. URL consultato il 22 novembre 2016.
142. ↑   Maria Giovanna Maglie, Zhao, Arafat, Gorbaciov, leader da tutto il mondo (PDF), in L'Unità, 14 Giugno 1984,  p. 3.
143. ↑   Marcello Sorgi, PCI-PSI, c'eravamo tanto odiati, in La Stampa, 17 novembre 2010. URL consultato il 22 novembre 2016.
144. ↑   Simonetta Fiori, Mio padre #Berlinguer. Intervista a Bianca Berlinguer apparsa sul Venerdì di Repubblica, su enricoberlinguer.it, 20 maggio 2014. URL consultato il 19 marzo 2017.
145. ↑  Barca, p. 949.
146. ↑  Valentini, 1987, p. 306.
147. ↑   Eugenio Manca, Oltre quel portone per sempre (PDF), in L'Unità, 14 Giugno 1984,  p. 2.
148. ↑  Valentini, 1987, p. 303.
149. ↑   Elezioni europee 1984 - circoscrizione centrale, su Archivio storico delle elezioni.
150. ↑   Elezioni europee 1979 - circoscrizione centrale, su Archivio storico delle elezioni.
151. ↑   'L'effetto Berlinguer non c'entra', in la Repubblica, 4 giugno 1984. URL consultato il 10 aprile 2021.
152. ↑   Alberto Stabile, I comunisti maggioranza relativa, in la Repubblica, 19 giugno 1984. URL consultato il 10 aprile 2021.
153. ↑   Maria Vittoria Dell’Anna, Enrico Berlinguer: l’oratore che non diceva “io”, su treccani.it. URL consultato il 24 novembre 2016.
154. ↑   La storia della foto di Benigni e Berlinguer, su ilpost.it, 25 maggio 2012. URL consultato il 22 novembre 2016.
155. ↑   Pierpaolo Farina, Benigni non prese in braccio Berlinguer a Reggio Emilia, su qualcosadisinistra.it, 28 agosto 2012. URL consultato il 16 agosto 2016.
156. ↑   Maria Serena Palieri, Una morte, un popolo e 50 registi (PDF), in L'Unità, 14 giugno 1984,  p. 5. URL consultato il 4 marzo 2022.
157. 1 2   Luca Telese, Veltroni, il cinema e il mito di Berlinguer, in Linkiesta, 19 marzo 2014. URL consultato il 22 novembre 2016.
158. ↑   Massimo Zamboni: "Arrivederci Berlinguer! è il mio canto di ringraziamento, su ilmanifesto.it.
159. ↑   I funerali di Berlinguer, su lagrandefamiglia.it, 21 aprile 2010. URL consultato il 22 novembre 2016.
160. ↑   Giovanni Campagnoli, Affinità-divergenze fra il "compagno" Giovanni Lindo Ferretti e noi, su culturificio.org. URL consultato il 22 novembre 2016.
161. ↑   Claudio Lancia, Davide Bassi e Gianni Candellari, Offlaga Disco Pax. Socialismo in formato digipack, su ondarock.it. URL consultato il 22 novembre 2016.
162. ↑   Luca Valtorta, "Grande raccordo animale", ritorna Appino: "Il mio canto d'amore è tutto per i perdenti", su repubblica.it, 3 giugno 2015. URL consultato il 22 novembre 2016.
163. ↑   Salmo, 1984, su YouTube, 18 dicembre 2015. URL consultato il 16 agosto 2016.
164. ↑   Nel tempo, su corriere.it, 13 marzo 2010. URL consultato il 9 giugno 2018.

### Letture aggiuntive
- Ugo Baduel, Biografia di Enrico Berlinguer, L'Unità, 1985.
- Giuseppe Chiarante, La fine del PCI. Dall'alternativa democratica di Berlinguer all'ultimo congresso (1979-1991), Roma, Carocci, 2009, ISBN 978-88-430-5182-3.
- Giorgio Galli, Il decennio Moro Berlinguer. Una rilettura attuale, Milano, Baldini Castoldi Dalai, 2006, ISBN 978-88-8490-886-5.
- Michail Sergeevič Gorbačëv, Le idee di Berlinguer ci servono ancora, Roma, Sisifo, 1994.
- Claudia Mancina, Berlinguer in questione, Roma-Bari, Laterza, 2014, ISBN 978-88-581-1311-0.
- Franco Rodano, Questione democristiana e Compromesso storico, Roma, Editori Riuniti, 1977.
- Antonio Tatò (a cura di), Conversazioni con Berlinguer, Roma, Editori Riuniti, 1984, ISBN 978-88-359-2735-8.
- Renzo Trivelli, L'impegno e la memoria. Anni con Enrico Berlinguer, Rubbettino, 2001, ISBN 978-88-498-0145-3.
- Mario Tronti, Berlinguer. Il principe disarmato, Roma, Sisifo, 1994, ISBN 978-88-86059-05-3.
- Chiara Valentini, Berlinguer. L'eredità difficile, Roma, Editori Riuniti, 2004  [1997], ISBN 978-88-359-5504-7.
- Walter Veltroni (a cura di), La sfida interrotta. Le idee di Enrico Berlinguer, Milano, Baldini&Castoldi, 1994, ISBN 978-88-8490-529-1.